# Fiorenzo Angelini
Fiorenzo Angelini (Rome, 1 augustus 1916 – aldaar, 22 november 2014) was een Italiaans geestelijke en kardinaal van de Rooms-Katholieke Kerk.
Angelini bezocht het Pauselijk Romeins Seminarie en de Pauselijke Lateraanse Universiteit. Hij werd op 3 februari 1940 priester gewijd. Hij deed vervolgens pastoraal werk in Rome en was tot 1959 kapelaan van de Katholieke Actie in Rome. Tussen 1947 en 1954 was hij daarnaast de pauselijk ceremoniemeester van paus Pius XII.

## Bisschop
Pius XII benoemde Angelini in 1956 tot hoofd van het Apostolaat voor de Werkers in de Gezondheidszorg, dat ressorteerde onder de kardinaal-vicaris voor Rome; hij werd tevens benoemd tot titulair bisschop van Messene. Zijn bisschopswijding vond plaats op 29 juli 1956. Op 6 januari 1977 werd Angelini benoemd tot hulpbisschop van het vicariaat Rome. In 1985 werd het apostolaat voor de Werkers in de Gezondheidszorg omgezet in de Pauselijke Raad voor het Pastoraat in de Gezondheidszorg, waarvan Angelini de eerste president werd. Hij werd tevens bevorderd tot titulair aartsbisschop van Messene.

## Kardinaal
Angelini werd tijdens het consistorie van 28 juni 1991 kardinaal gecreëerd. Hij kreeg de rang van kardinaal-diaken. Zijn titeldiakonie werd de Santo Spirito in Sassia. Op 31 oktober 1996 ging hij met emeritaat. Op 26 februari 2002 werd Angelini bevorderd tot kardinaal-priester. Zijn titeldiakonie werd pro hac vice zijn titelkerk. Angelini was een bewonderaar van Pius XII. In 1959 gaf hij alle toespraken van Pius XII over medische onderwerpen uit, onder de titel Pio XII Discorsi Ai Medici (Ediziono Orrizonte Medico,Roma, 1959).
Angelini overleed in 2014 op 98-jarige leeftijd.
- Gemeinsame Normdatei: 129411396
- International Standard Name Identifier: 0000 0000 7819 6219
- Library of Congress Control Number: n87843312
- Istituto Centrale per il Catalogo Unico: CFIV079316
- Système universitaire de documentation: 139481141
- Virtual International Authority File: 88953391
- WorldCat: E39PBJbtrrk3VvjYkRbwyrHjYP